# Barleria bispinosa
Barleria bispinosa là một loài thực vật có hoa trong họ Ô rô. Loài này được (Forssk.) Vahl mô tả khoa học đầu tiên năm 1790.